# Echinocamptus verrucosus
Echinocamptus verrucosus är en kräftdjursart som beskrevs av Claude Chappuis 1936. Echinocamptus verrucosus ingår i släktet Echinocamptus och familjen Canthocamptidae. Inga underarter finns listade i Catalogue of Life.